# Život razvratnika
Život razvratnika (engleski The Rake's Progress) je opera u tri čina i s epilogom koju je napisao Igor Fjodorovič Stravinski. Libreto su napisali Wystan Hugh Auden i Chester Kallman, a on je usko vezan uz seriju slika Život razvratnika (1733. – 1735.) koju je naslikao William Hogarth, a koje je Stravinski vidio na izložbi u Chicagu 2. svibnja 1947.
Priča prati pad Toma Rakewella, koji ostavlja Anne Trulove, da bi u društvu Nicka Shadowa, koji se na kraju predstavlja kao Vrag, osjetio užitke Londona. Sama radnja zbiva se u Engleskoj u XVIII. stoljeću. Nakon nekoliko loših pustolovina, koje je inicirao Shadow, Tom završi u Carskoj psihijatrijskoj bolnici Bedlam, gdje i umire.

## O operi
Operu je u periodu od 1948. do 1951. skladao Igor Fjodorovič Stravinski. To je, nakon "Slavuja" i "Mavre", bilo Stravinskijevo treće operno djelo. Ideju za operu dobio je 2. svibnja 1947. kada je u Chicagu pogledao izložbu slika Williama Hogartha istog imena. No, Stravinski je u operu dodao i lik Nicka Shadowa - nadnaravnog lica za koje se ispostavlja da je Vrag koji želi zavladati besposličarem Tomom. Stravinski je i u operi slijedio neoklasicizam, vrativši se uzorima opere talijanskih skladatelja XVIII. stoljeća i Wolfganga Amadeusa Mozarta, čiju je glazbi u nekim prizorima neposredno oponašao. No, dok je veći dio opere pisan prema klasičnom načelu zatvorenih glazbeih točaka (arije, dueti itd.), finale nam prikazuje novi, moderni glazbeni jezik, te je time to najvrijedniji dio opere. U toj operi su najznačajnija 3 kolektivna nastupa. Prva put je to scena u salonu javne kuće, drugi put je to scena javne dražbe, a treći put je to scena u bijednoj ludnici u kojoj tužno umire Tom Rakewell.

## Izvedbe
Opera je prvi put izvedena 8. rujna 1951. u Veneciji. U toj izvedbi ulogu Anne Trulove je tumačila Elisabeth Schwarzkopf. Ona je 1957. bila dio repertoara prvog djela sezone opere u Santa Feu, pod dirigentskom palicom Johna Crosbyja, koji je nagovorio Stravinskog da prisustvuje probama. Najznačajnija izvedba opere u Hrvatskoj je ona iz 1954. u zagrebačkom HNK, u kojoj je Nicka tumačio Tomislav Neralić, a Toma Noni Žunec.

## Likovi
- Trulove, trgovac u pokrajini - bas
- Anne Trulove, njegova kćerka - sopran
- Tom Rakewell - tenor
- Nick Shadow - bas
- Mama Goose, vlasnica javne kuće - mezzosopran
- Bradata Turkinja - alt
- Sellem, dražbovalac - tenor
- Ključar ludnice - bas
- Sluge, djevojke i mladići, građani, luđaci

## Radnja

### 1. čin
Tom Rakewell pokušava osvojiti srce Anne Trulove ispred kuće njezina oca. Gospodin Trulove nije zadovoljan dogovrenim brakom pa pokušava Tomu naći pošten posao. No, Tom se usprotivi toj ideji i odluči se "živjeti svojim vlastitim životom i razumom i potpuno se prepustiti svojoj sreći." Kada Tom izrazi svoju želju za novcem, pojavi se Nick Shadow koji mu govori da mu je preminuo ujak i da mu je ostavio značajnu svotu novca. Poziva Toma da ide s njim u London kako bi došao do svog novca. Drugi prizor, koji se događa u bordelu Mame Goose, prikazuje Nicka kako Tomu pokazuje dno dna londonskog društva. Tom ne popušta i ne želi izdati svoju ljubav prema Ann, no na koncu ipak pristaje i provodi noć s Mamom Goose. U međuvremenu, Anne se brine jer nije odavno čula od Toma. Osjeća da nešto nije kako treba i samoinicijativno kreće u London kako bi provjerila što je s Tomom.

### 2. čin
Tomu je njegov trenutni život dosadan. Izriće svoju drugu želju, onu za srećom, a Nick na to predoži da svoju slobodu pokaže tako da se uda za slavnu bradatu Turkinju. Anne stiže u London u potrazi za Tomom. Anne i Tom susreli su se baš kada je Tom vodio svoju suprugu, bradatu Turkinju, kući. Nakon kratkog razgovora, Tom savjetuje Anne da ga što brže zaboravi. Već u sljedećem prizoru, Tomu je brak nesnosan. Turkinja je previše pričala i imala je neugodnu osobnost, tako da ju Tom u jednom trenutnku ušutka. Onda mu pojavi vizija o veličanstvenom baroknom uređaju pomoću kojega bi kamen pretvorio u kruh. Nick, kao i uvijek, taj uređaj ima spremljen, no prvo savjetuje Tomu da ga umnoži. Tom to naivno i čini, tražeći ulagače, ne znajući da je sve to zapravo varka.

### 3. čin
Treći čin započinje aukcijom na kojoj Tom prodaje svoju imovinu kako bi vratio novac izgubljen na ulaganju u svoj uređaj. Manijakalni dražbovalac Sellem potpuno ogoli Toma, a jeda od stvari koje je prodao bio je i naslonjač s bradatom Turkinjom. Kada su skinuli pokrivač koji je Tom bacio na nju kako bi ju ušutkao, ona ponovo počne vikati, ovaj put na dražbovalce. Smiri se tak kada u prostoriju uđe Anne. Turkinja joj savjetuje da potraži Toma, te da ga "ispravi", no napominje ju da usput pazi na nicka Shadowa. Na groblju, Nick otkriva Tomu svoj pravi identitet. Kada Tom ustanovi da je Nick Shadow zapravo Sotona, zgrozi se. Nick zahtjeva isplatu za godinu i jedan dan službe - Tomovu dušu. Tom ga moli da mu to ne oduzme i u ponoć ga nagovori na igru karata. Potaknut mislima na Anne, Tom pogodi sve tri karte i pobijedi. Nick se tako bijesan, i sam, vraća u podzemlje, no kao osvetu, Nick učini Toma ludim. Tom je sada u ludnici u Bedlamu gdje boravi misleći da je Adon. Kada ga Anne dolazi posjetiti, on misli da je ona Venera. Ona ga svojim pjevanjem uspava i potiho odlazi. Kada se Tom probudi i shvati da je ona otišla, umire, time završavajući svoj tragični i nesterni život, ali i samu operu.

### Epilog
Svi sudionici opere izlaze na scenu i publici prenose pouku opere:

## Vanjske poveznice
- The W. H. Auden Society